# The Greatest Hits (Cher)
The Greatest Hits è una compilation della cantante statunitense Cher, pubblicata il 30 novembre 1999 dal Warner Music Group.

## Tracce
1. Believe – 3:58 (Brian Higgins, Stuart McLennen, Paul Barry, Steven Torch, Matthew Gray, Timothy Powell)
2. The Shoop Shoop Song (It's in His Kiss) – 2:51 (Rudy Clark)
3. If I Could Turn Back Time – 3:59 (Diane Warren)
4. Heart Of Stone – 4:15 (Andy Hill, Peter Sinfield)
5. Love and Understanding – 4:42 (Diane Warren)
6. Love Hurts – 4:16 (Boudleaux Bryant)
7. Just Like Jesse James – 4:06 (Desmond Child, Diane Warren)
8. I Found Someone – 3:43 (Michael Bolton, Mark Mangold)
9. One by One – 5:03 (Anthony Griffiths)
10. Strong Enough – 3:44 (Mark Taylor, Paul Barry)
11. All or Nothing – 3:58 (Mark Taylor, Paul Barry)
12. Walking In Memphis – 3:44 (Marc Cohn)
13. Love Can Build A Bridge (con Chrissie Hynde e Neneh Cherry) – 4:13 (John Barlow Jarvis, Naomi Judd, Paul Overstreet)
14. All I Really Want To Do – 2:57 (Bob Dylan)
15. Bang Bang (My Baby Shot Me Down) – 3:50 (Sonny Bono)
16. Gypsys, Tramps & Thieves – 2:37 (Bob Stone)
17. Sonny & Cher – The Beat Goes On – 3:28 (Sonny Bono)
18. Sonny & Cher – I Got You Babe – 3:12 (Sonny Bono)
19. Dov'è l'amore (Emilio Estefan Jnr. Mix) – 3:44 (Mark Taylor, Paul Barry)

## Classifiche

### Classifiche settimanali
| Classifica (1999-00) | Posizione massima |
| -------------------- | ----------------- |
| Australia            | 5                 |
| Austria              | 1                 |
| Belgio (Fiandre)     | 6                 |
| Belgio (Vallonia)    | 7                 |
| Finlandia            | 6                 |
| Germania             | 1                 |
| Irlanda              | 12                |
| Italia               | 14                |
| Nuova Zelanda        | 15                |
| Paesi Bassi          | 2                 |
| Regno Unito          | 7                 |
| Svezia               | 3                 |
| Svizzera             | 2                 |
| Ungheria             | 6                 |

### Classifiche di fine anno
| Classifica (1999) | Posizione |
| ----------------- | --------- |
| Australia         | 56        |
| Austria           | 50        |
| Belgio (Fiandre)  | 79        |
| Belgio (Vallonia) | 75        |
| Germania          | 73        |
| Paesi Bassi       | 58        |
| Regno Unito       | 30        |
| Classifica (2000) | Posizione |
| Australia         | 37        |
| Belgio (Fiandre)  | 59        |
| Belgio (Vallonia) | 64        |
| Germania          | 60        |
| Paesi Bassi       | 80        |
| Svizzera          | 58        |